# Locale
locale – uniksowe narzędzie powłokowe. Wyświetla aktualne ustawienia zmiennych środowiskowych związanych z ustawieniami regionalnymi.
```
$ locale
LANG=pl_PL
LC_CTYPE="pl_PL"
LC_NUMERIC="pl_PL"
LC_TIME="pl_PL"
LC_COLLATE="pl_PL"
LC_MONETARY="pl_PL"
LC_MESSAGES="pl_PL"
LC_PAPER="pl_PL"
LC_NAME="pl_PL"
LC_ADDRESS="pl_PL"
LC_TELEPHONE="pl_PL"
LC_MEASUREMENT="pl_PL"
LC_IDENTIFICATION="pl_PL"
LC_ALL=
```

## Znaczenie
LC_ALLnadrzędna zmienna, jej ustawienie powoduje ustawienie pozostałych zmiennych, jeśli chce się ustawiać pozostałe indywidualnie ta powinna pozostać nieustawiona
LANGdeklaracja języka, np. programy przestawiają opisy menu na podstawie tej zmiennej, posługują się też czasami zmienną LANGUAGE
LC_CTYPEtyp znaków, zmienna odpowiedzialna za kodowanie znaków
LC_NUMERICseparator dziesiętny między częścią całkowitą i ułamkową liczb
LC_TIMEformat wyświetlania daty
LC_COLLATEporządek znaków, ważny przy sortowaniu, działa na aktualną wersję sort
LC_MESSAGESokreśla język, w jakim programy mają wyświetlać komunikaty (np. używające funkcji bibliotecznej gettext)
LC_PAPERokreśla preferowany format arkusza wydruku (np. A4 lub letter)
LC_MEASUREMENTokreśla system miar (system metryczny lub inny)